# Atyaephyra desmarestii
Atyaephyra desmarestii ist eine im Süßwasser und Brackwasser lebende Garnelenart des westlichen Mittelmeergebiets. Sie wurde vom Menschen als Neozoon nach Mitteleuropa eingeschleppt. Sie ist in den meisten Oberflächengewässern Mitteleuropas die einzige Süßwassergarnele.

## Beschreibung
Die Art ist eine kleine Garnelenart, der Carapax erreicht beim Männchen eine Länge von 6,8 Millimeter, beim Weibchen 8,5 Millimeter. Die Tiere sind weißlich-durchscheinend, manchmal etwas gelblich gefärbt. Vorn am Carapax sitzt ein langes und schlankes Rostrum, das länger ist als die Stielglieder (Pedunkulus) der Antennen, aber kürzer als der Carapax. Das Rostrum ist gerade und etwa drei- bis siebenmal so lang wie breit, es ist beiderseits gezähnt. Der obere Rand trägt 23 bis 28 kleine Zähne, von denen die letzten 2 bis 4 nach hinten anschließend auf der Oberseite des Carapax sitzen. Auf der Unterseite sitzen 5 bis 10 gröbere Zähne nur in der äußeren (distalen) Hälfte. Der glatte Carapax besitzt am Vorderrand zwei Paare von Dornen, die supraorbitalen und antennalen Dornen. Die supraorbitalen Dornen sitzen oberhalb des Augenausschnitts (der sogenannten Orbitalgrube), seitlich des Rostrums, die antennalen nahe dem Unterrand des Augenausschnitts. Der Carapax wirkt ansonsten am Vorderende fast gerade abgeschnitten mit rechtwinkligen Ecken. Der Hinterleib oder Pleon besteht aus fünf Segmenten und dem Telson. Ihre Seitenabschnitte (Pleura) sind bei den ersten drei in Seitenansicht breit gerundet, beim vierten und fünften spitzeckig. Das Telson ist genau so lang oder wenig länger als das sechste Segment. An seiner breit gerundeten Hinterkante sitzt eine Reihe von acht bis neun starken Dornen.
Am Kopf sind zwei recht große, kurz gestielte Komplexaugen erkennbar, deren Stiel kürzer ist als der Augendurchmesser. Bei der ähnlichen, stygobionten Gattung Troglocaris sind die Augen rückgebildet. Von den beiden Antennenpaaren besitzt das vordere einen langen Stielabschnitt, der etwas kürzer ist als das Rostrum. Er trägt zwei Geißeln von mäßiger Länge. An der Basis der zweiten Antennen sitzt ein langer, schuppenartiger Anhang, der Scaphocerit, dieser ist länger als das Rostrum. Die Geißel der zweiten Antennen ist mehr als körperlang. Von unten sind drei Rumpfextremitäten erkennbar, die als Maxillipeden an den Kopfabschnitt anschließen und zur Nahrungsaufnahme dienen. Darauf folgen fünf Schreitbeinpaare (Pereiopoden). Die ersten beiden Pereiopodenpaare sind als kleine Scheren (Chela) ausgebildet. Ein langes Haarbüschel an der Spitze der Scherenfinger ist typisch für die Gattung. Nur diese beiden Beinpaare besitzen den Exopoditen des krebstypischen Spaltbeins, an den hinteren drei ist er ohne jeden Rest rückgebildet. Der Carpus der ersten beiden Pereiopodenpaare besitzt distal auf der Oberseite eine Aussparung. An den ersten beiden Hinterleibssegmenten sitzen ebenfalls lange und schlanke Extremitäten, die Pleopoden. Am Hinterleibende bilden die Uropoden einen kurzen Schwanzfächer mit dem Telson. Ihr Endopod ist etwa genauso lang wie der Exopod, beide überragen das Telson.
Von der ebenfalls als Neozoon eingeschleppten, bei Aquarianern beliebten Art Neocaridina davidi, bisher bekannt aus dem Erft-System, Nordrhein-Westfalen, ist die Art an zahlreichen Merkmalen gut unterscheidbar, unter anderem fehlt bei dieser Art der supraorbitale Zahn am Carapax, dafür ist am unteren Vorderwinkel des Carapax ein Zähnchen ausgebildet. Außerdem ist diese Art, insbesondere die Aquarienformen, oft umfangreich rot gefleckt oder gezeichnet.

## Entwicklung und Lebenszyklus
Die Art ist einjährig, in Teilen ihres Verbreitungsgebiets zweijährig. Im Labor lebten Individuen aus dem Rhein meist 12 bis 15, maximal 29 Monate, hier kam es partiell bei einigen Tieren zu einer zweiten Überwinterung. Auch mehrjährige Individuen können sich aber nur einmal fortpflanzen (sie sind dann semivoltin), sie werden etwas größer als einjährige. Eiertragende Weibchen wurden in Nordafrika von März bis Oktober, in Frankreich von April bis August beobachtet. Die Weibchen tragen jeweils etwa 300 bis 400, maximal bis zu 1.500 Eier. Die Zahl der adulten Tiere geht im Sommer stark zurück, das Maximum der Jungtiere liegt im Spätsommer. Die Jungtiere leben kaum im freien Wasser, sie suchen Schutz zwischen Wasserpflanzen oder unter überhängenden Wurzeln.
Die Entwicklung erfolgt über zwei verschiedene Larvenformen. Aus dem Ei schlüpft eine wenig mehr als einen Millimeter lange Zoea. Die ersten beiden Stadien nehmen keine Nahrung auf, sie ernähren sich vom Dottervorrat aus dem Ei. Das sechste Zoea-Stadium häutet sich zu einer Megalopa, auf die ein Jungtier mit den geschlechtsreifen Tieren entsprechender Morphologie folgt. Die ersten Larvenstadien werden in drei bis vier Tagen, die späteren in neun bis zehn Tagen durchlaufen.

## Verbreitung
Die Art, in der Auffassung der modernen taxonomischen Revisionen, ist natürlicherweise im westlichen Mittelmeerraum verbreitet. Das Verbreitungsgebiet umfasst das küstennahe Nordafrika (Marokko und Tunesien), die Iberische Halbinsel, Südfrankreich und Italien, einschließlich der Inseln Korsika, Sardinien und Sizilien. Ein inselartiges Vorkommen existiert im nordwestlichen Griechenland, es geht eventuell auf Einschleppung zurück. Durch den Bau von Schifffahrtskanälen über frühere Wasserscheiden hinweg, und vermutlich auch durch Verschleppung im Ballastwasser von Schiffen, wurde die Art als Neozoon in den Norden Frankreichs eingeschleppt, von wo sie sich ostwärts weiter ausbreitete. Sie wurde in Paris 1843, in Belgien, 1888 und in Holland 1916 zuerst nachgewiesen, Metz wurde 1925, Strassburg 1929 erreicht. Der erste deutsche Fund von 1932 stammt von Rees am Niederrhein. 1936 erreichte sie, über den Mittellandkanal, Hannover. Über den später neu gebauten Main-Donau-Kanal konnte sie vom Main (Erstnachweis 1983) auch ins Donau-Einzugsgebiet vordringen, der Erstnachweis aus der Donau stammt von 1997. Hier wurde bereits 1998 der Erstfund auch für Österreich gemacht, inzwischen ist sie bis zur Mündung im Schwarzen Meer vorgedrungen. Über die Elbe erreichte sie 2007 die Tschechische Republik. Der Erstnachweis für Polen, aus der Oder, erfolgte 2002.

## Ökologie
Die Art lebt in stehenden und in langsam fließenden Oberflächengewässern. In Flüssen bevorzugt sie Nebengewässer oder strömungsberuhigte Zonen, sie besitzt eine besondere Vorliebe für Schifffahrtskanäle oder für die Schifffahrt durch Stauhaltungen regulierte Flussabschnitte. Sie bevorzugt sauerstoffreiches, belichtetes Wasser mit reichem Pflanzenwuchs. Im Saprobiensystem ist sie mit einem Indikatorwert von 1,9 eine Zeigerart der Gewässergüteklasse II. Gegenüber Verschmutzungen durch giftig (toxisch) wirkende Substanzen ist sie relativ tolerant. Die Süßwassergarnele ist omnivor. Neben Algen, Plankton, kleinen Wassertieren wie Schlammröhrenwürmern und Detritus kann sie sich auch von ins Wasser gefallenem Falllaub ernähren. Selbst werden sie zur Beute von Schwimmkäfern, Libellenlarven und Fischen wie dem Flussbarsch.

## Systematik und Taxonomie
Die Taxonomie der Art ist verworren. Tiere, die der Art (nach heutiger Auffassung) angehören, wurden zuerst von Constantine S. Rafinesque-Schmaltz im Jahr 1814, nach Tieren von Sizilien, unter dem Namen Symethus fluviatilis beschrieben. Dieser Name wurde später aber per Beschluss der ICZN als vergessener Name (nomen oblitum) unterdrückt. Pierre-Aimé Millet entdeckte 1831 in Frankreich ähnliche Tiere, die seiner Auffassung nach einer anderen Art angehörten, die er Hippolyte desmarestii benannte. Félix António de Brito Capello entdeckte 1867 bei Coimbra in Portugal weitere Tiere, für die er die Art Atyaephyra rosiana beschrieb. Arnold Edward Ortmann bemerkte 1890, dass Hippolyte desmarestii und Atyaephyra rosiana in Wirklichkeit dieselbe Art waren, für die er den Namen Atyaephyra desmarestii einführte. Typusart der Gattung ist also Atyaephyra rosiana, ein Synonym von Atyaephyra desmarestii. Der Artname wurde in den meisten älteren Publikationen als desmaresti (mit nur einem i) geschrieben.
Danach waren die Systematiker lange der Ansicht, die Gattung Atyaephyra würde nur diese eine Art umfassen, für die aber eine Reihe von Varietäten und Unterarten angegeben wurden, deren Status und Abgrenzung jedoch strittig waren. Erst in den 2000er Jahren wurde, vor allem durch genetische Untersuchungen, die frühere Sammelart aufgespalten. Demnach gehören die Tiere des östlichen Mittelmeerraums, die vorher in diese Art einbezogen worden waren, in Wirklichkeit einer Reihe anderer Arten an, die nach morphologischen Kriterien kaum unterschieden werden können (Kryptospezies). Die Art wurde zunächst in sieben neue Arten aufgespalten, von denen eine später wieder mit Atyephyra desmarestii synonymisiert wurde. Möglicherweise existieren aber weitere kryptische Arten.